# Christ Church Meadow
Christ Church Meadow è un parco pubblico sito nel centro della città inglese di Oxford e ospita la cattedrale di Cristo. Il parco è delimitato, nei propri confini, dal fiume Tamigi e Cherwell.
Nel 1784, il campo è stato utilizzato come base di partenza dei primi viaggi in mongolfiera da parte di James Sadler, che riuscì a spostarsi con tale mezzo per circa 6 miglia.
L'anno successivo, il medesimo pilota compì un altro decollo da Christ Church Meadow.

## Galleria d'immagini

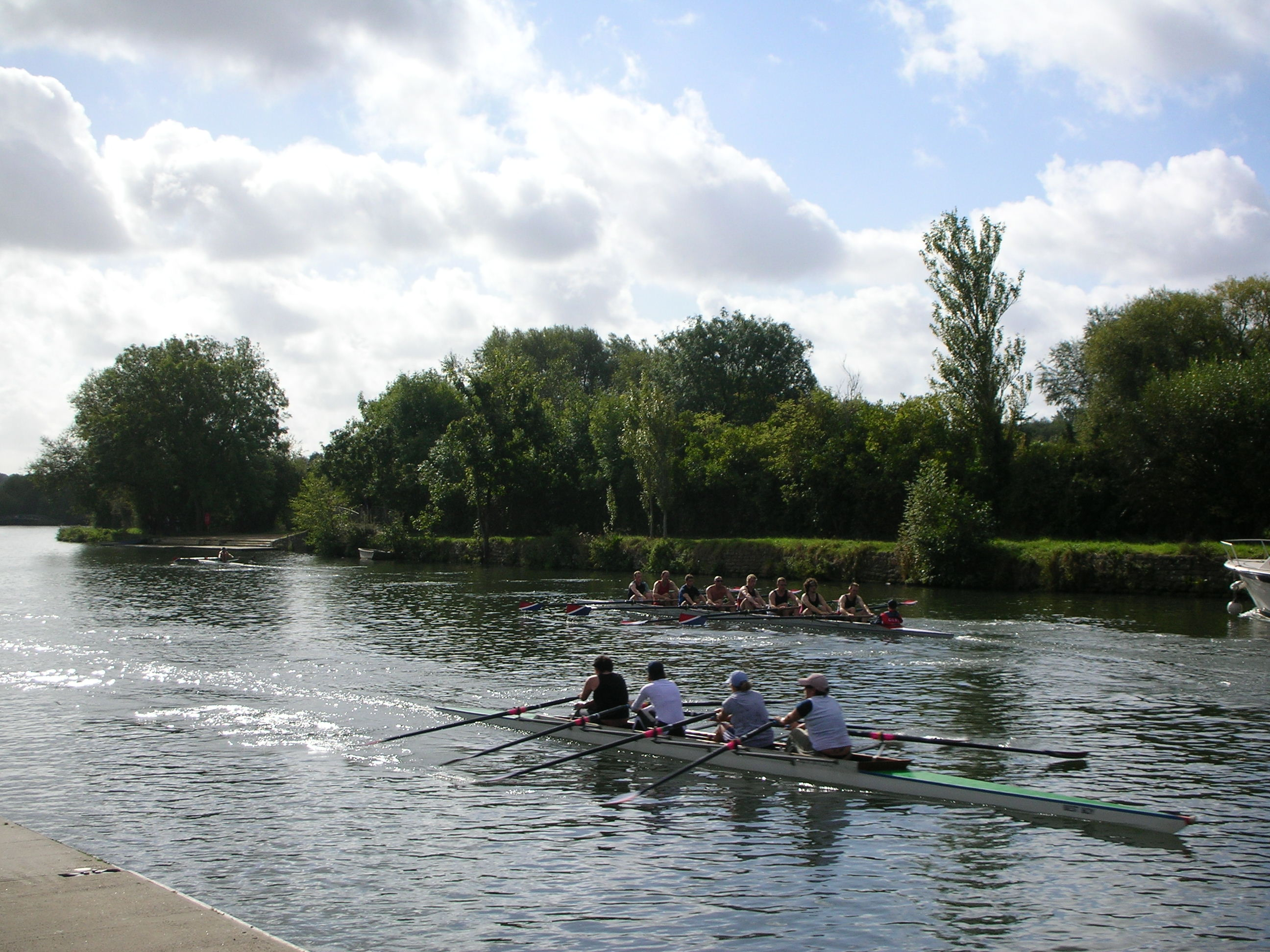
Canottaggio sulle sponde del parco
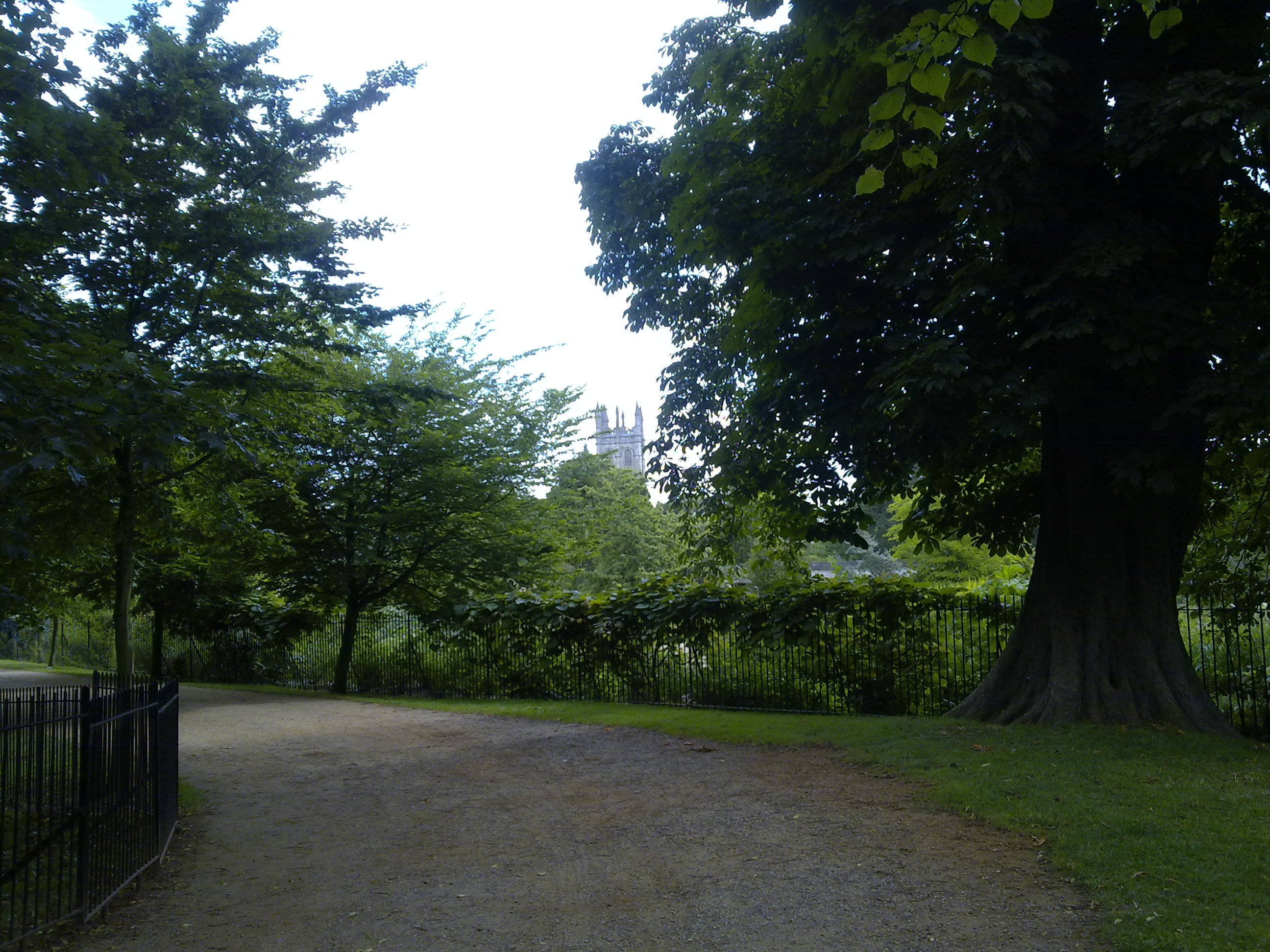
Vista dall'angolo nord est del parco
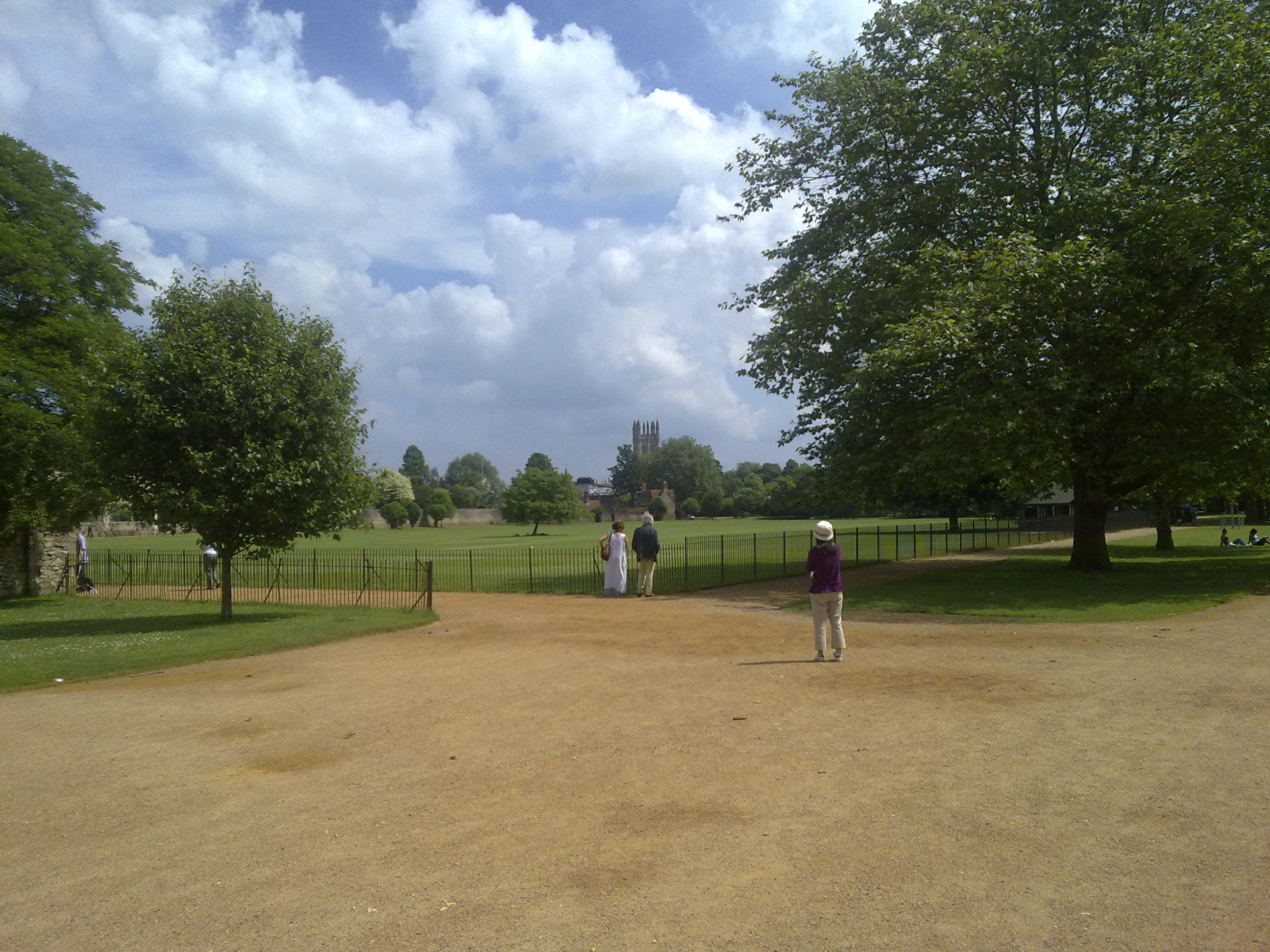
Altra vista dalla parte nord est
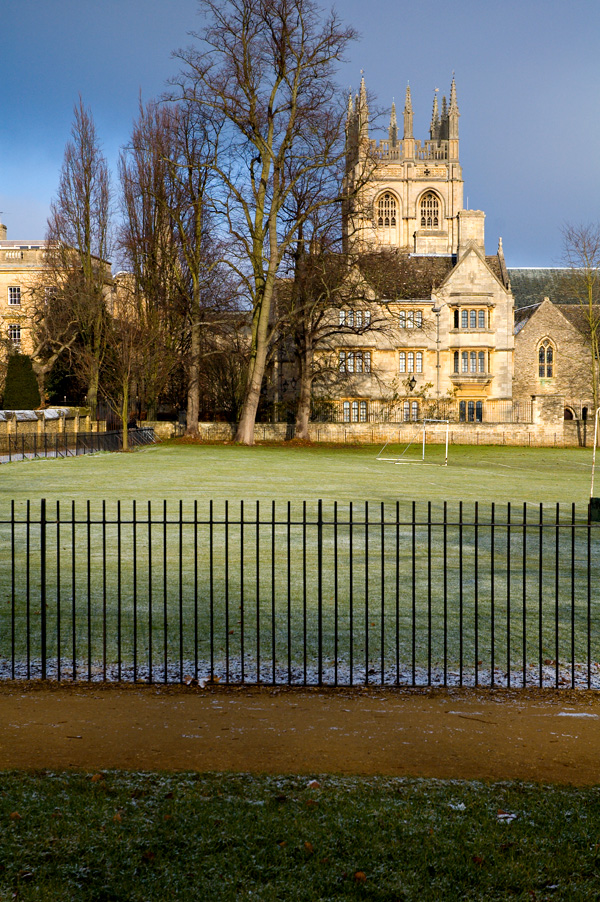
Vista del Merton College dal parco
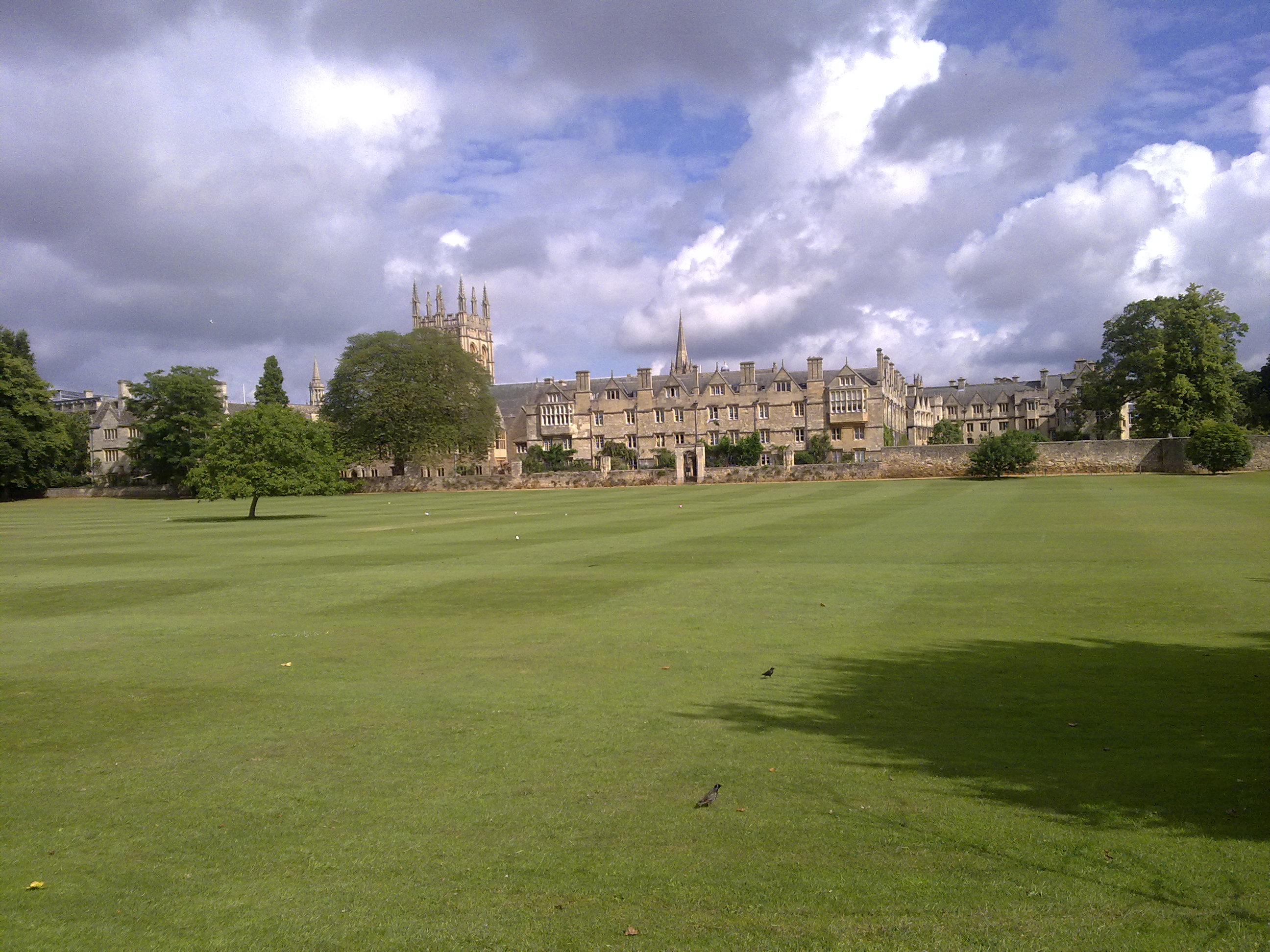
Altra vista del Merton College dal parco